# Urut
Urut (en arménien Ուռուտ) est une communauté rurale du marz de Lorri en Arménie. En 2008, elle compte 1 066 habitants.